# Pterolophia subbicarinata
Pterolophia subbicarinata är en skalbaggsart som beskrevs av Stefan von Breuning 1968. Pterolophia subbicarinata ingår i släktet Pterolophia och familjen långhorningar. Inga underarter finns listade i Catalogue of Life.